# Молния-1С
Молния-1С — экспериментальный спутник связи, первый советский космический аппарат, выведенный на геостационарную орбиту. Запуск «Молнии-1С» произведён 29 июля 1974 года с космодрома Байконур ракетой-носителем Протон-К с разгонным блоком типа «ДМ».

## История создания
Для связных спутников использование геостационарной орбиты (ГСО), находящейся на высоте около 36 000 км над земным экватором, даёт ряд существенных преимуществ: спутник неподвижен относительно земного наблюдателя, поэтому нет необходимости в сложных антенных системах, сопровождающих его видимое движение по небесной сфере и отсутствует меняющийся доплеровский сдвиг частоты сигнала, усложняющий проведение связи; с высоты геостационарной орбиты спутник может охватить своим сигналом около трети земного шара. Первым связным спутником на геостационарной орбите стал американский «Syncom-3», запущенный 19 августа 1964 года ракетой «Delta-D» с космодрома Канаверал.
Из-за далёкого от экватора расположения космодрома Байконур для выведения с него спутников на ГСО требуются большие энергетические затраты. Самый мощный на 1960-е годы советский носитель 8K78 мог доставить на геостационарную орбиту менее 100 кг. Вместить в эту размерность связной спутник было невозможно, поэтому для организации спутниковой связи в СССР была выбрана высокая эллиптическая орбита с апогеем 40 000 км над северным полушарием, на которую было возможно вывести аппарат массой около 1,5 тонн. Спутник на такой орбите бо́льшую часть времени находится в районе апогея, медленно перемещаясь относительно Земли и охватывая своим сигналом большие территории. В ОКБ-1 (ЦКБЭМ, НПО «Энергия») был создан спутник связи Молния-1, производство которого было передано в ОКБ-10 («КБ прикладной механики», «НПО ПМ»).
В конце 1960-х годов в ОКБ-52 был создан тяжёлый трёхступенчатый носитель «Протон-К», который при использовании совместно с разработанным в ОКБ-1 разгонным блоком «ДМ» мог выводить тяжёлые спутники на ГСО. В КБ прикладной механики началась разработка связного аппарата «Грань», предназначенного для работы на геостационарной орбите. Первым советским запуском на геостационарную орбиту стал габаритно-весовой макет аппарата «Грань» массой 2 тонны, выведенный в марте 1974 года под названием «Космос-637». Для исследований в области связи со спутником, находящимся на ГСО, была создана экспериментальная модификация серийно выпускавшихся аппаратов типа «Молния-1К (11Ф658)», получившая название «Молния-1С».

## Запуск и работа аппарата
Спутник «Молния-1С» имел массу 1600 кг, солнечные батареи обеспечивали мощность 930 Вт. Расчётный срок существования спутника был определён в два года. Аппарат запущен 29 июля 1974 года и был успешно выведен на геостационарную орбиту. Запуск «Молнии-1С» позволил отработать процедуры вывода на ГСО, приведения спутника в расчётную орбитальную позицию и стабилизации на ней. Спутник «Молния-1С» проработал более трёх лет — до 4 августа 1977 года. Аппарат продолжает находиться на орбите и отслеживается средствами контроля космического пространства. 
В экспериментах, проведённых на спутнике «Молния-1С», была получена необходимая информация о функционировании бортовых систем на геостационаре, испытаны новейшие на тот момент технологии спутниковой радиосвязи и передачи данных.  «Молния-1С» был единственным построенным аппаратом этого типа. Следующим советским аппаратом на ГСО стал запущенный в конце 1975 года спутник связи «Радуга» (проект «Грань»). За ним последовали «Экраны», «Горизонты» и другие связны́е спутники, вплоть до современных «Экспрессов» и «Ямалов».